# Serendipaceratop
El serendipaceratop (Serendipaceratops) és un gènere de dinosaure ceratop primitiu que va viure al Cretaci en el que actualment és Austràlia. Feia uns 2 metres de longitud, i probablement tenia un petit collar al coll i no presentava banyes.

## Classificació
El serendipaceratop és un dels ceratops coneguts més antics; a vegades es classifica com a protoceratòpsid. Es coneix només per un, possiblement dos, cúbit; el primer data de fa uns 115 milions d'anys. Un altre os del braç d'un ceratop es va trobar a la Dinosaur Cove, al sud-oest de Victòria. És un petit jove de 106 milions d'anys.